# Josefin Svenske

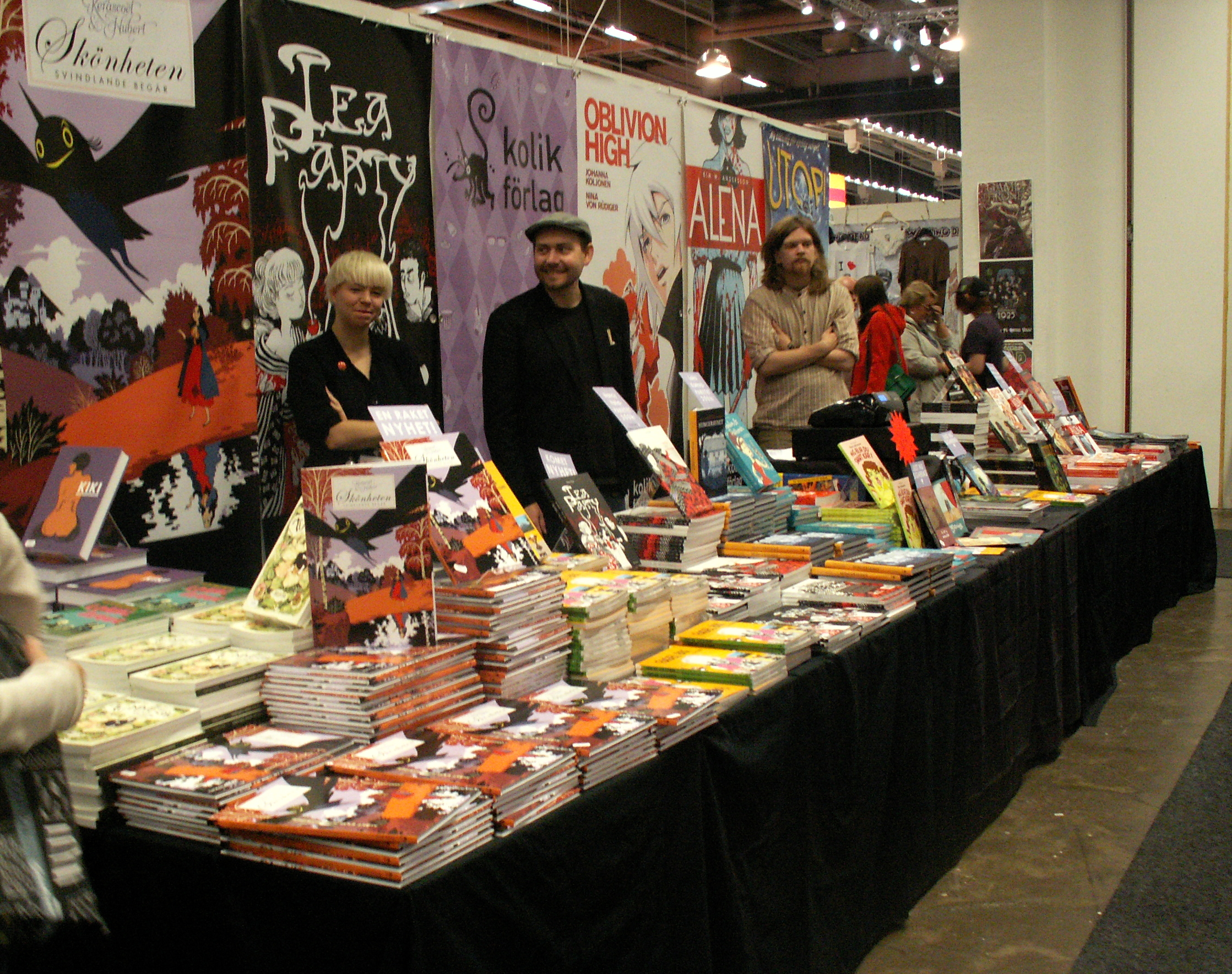
Josefin Svenske, Fabian Göranson och Henri Gylander i Kolik förlags monter på Bokmässan 2012.

Josefin Svenske, född 25 november 1984 i Visby, är en svensk konstnär och lärare. Hon var tidigare förlagsredaktör på Kolik förlag och undervisade på Serieskolan i Malmö. Som serieskapare har hon publicerats i dags-, vecko- och seriepress.

## Biografi
Josefin Svenske har gått flera konstnärliga utbildningar, inklusive Serieskolan i Malmö 2005–2007 och Serie- och bildberättande på HDK i Göteborg 2007–2008. Hon medverkade i det feministiska seriekollektivet Polly Darton, vilka gav ut flera seriefanzin i mitten av 00-talet. Andra fanzin hon har publicerats i inkluderar Cigarett och Katusch!. Hon publicerade dagligen den självbiografiska webbserien Seriedagboken under perioden 19 december 2006–18 februari 2008.
Andra publikationer där Svenskes serier och illustrationer publicerats inkluderar Sydsvenskan, Galago, Bild & Bubbla, Utopi, Vecko-Revyn, Femkul, City, Brand och Tivoli med vänner. 2007 gav Seriefrämjandet ut Svenskes minialbum Rubiner & glasull (Lantis nr 34).
Josefin Svenske var förläggare på och delägare i Kolik förlag. Hon hade rollen som redaktör för cirka hälften av Koliks utgivning, däribland antologin "Samtidigt", Nanna Johanssons album Fulheten och Mig blir du snart kär i, Loka Kanarps Pärlor & Patroner, Fabian Göransons Inferno, Eva Björkstrands Lokal dimma samt bokserien Grafiska Novelletter som gavs ut i samarbete mellan Seriefrämjandet och Kolik förlag.
Svenske har skrivit ett flertal artiklar för Bild & Bubbla. Hon har även hållit ett antal föredrag, seminarier och publika intervjuer med serietema.
Svenske är en av huvudlärarna på Serieskolan i Malmö. Dessutom har hon jobbat som ordinarie bildlärare på Procivitas gymnasieskolor i Malmö och Helsingborg under 2010–2011. Hon har hållit flera workshopar i serietecknande.

## Utgivna serier i urval
- "MOGET" (vinnare av Sydsvenskans seriestripptävling 2005)
- Hultsfredsfestivalens Programblad 2006
- Femkul Europa nr ?/2006.
- Lantis nr 34: "Rubiner & glasull", Seriefrämjandet,  2007
- "Seriedagboken", daglig webbserie i egen blogg, 19 december 2006–18 februari 2008
- "Katastrofen", Tivoli med vänner, nr ?, 2010
- "Hemse", Galago, #101
- "En serie om klyftor", Galago, #103

## Utställningar i urval
- Utställning tillsammans med Isak Sundström, Galleri Tapeten, Visby, 2005
- "Hetsverket", grupputställning, Kaffe & Konst, Malmö, 2006
- Avgångsutställning (grupputställning) Serieskolan i Malmö, 2006
- "Kvinnor tecknar serier", grupputställning Haninge konsthall, Haninge kommun, februari–april 2009
- Grupputställning HDK, Göteborgs stadsbibliotek under Serieveckan i Göteborg, mars 2009
- "Inte helt hysteriskt", grupputställning Almedalsveckan, Visby, 2010